# مواتر قطر
مركز مواتر قطر تابع لوزارة الثقافة والرياضة، يهتم برياضة الاستعراض حيث يؤمن البيئة الآمنة لممارسة هذه الرياضة، وفي جو ترفيهي يسعى ليجعل منها فرصة للشباب لاستثمار طاقاتهم.

## تاريخ التأسيس
بموجب قرار وزير الشباب والرياضة رقم (45) لسنة 2014 الصادر بتاريخ 18 يونيو 2014، تأسست هيئة شبابية أطلق عليها اسم «مركز مواتر»، تتبع وزارة الشباب والرياضة.

## أهداف المركز
يسعى المركز لتطوير رياضة الاستعراض، ومنحها الاهتمام اللازم لجعلها أكثر أمانا ومتعة وفنا.

## أماكن الاستعراض
أسس متحف قطر الوطني بالتعاون مع «مواتر» معرض يضم العديد من السيارات التي اعتاد سكان قطر استخدامها في الفترة بين سبعينيات وثمانينيات القرن الماضي.
تعاونت الهيئة العامة للسياحة مع مركز مواتر من خلال إقامة جناح خاص للسيارات الكلاسيكية والمعدلة يحتوي المعرض 87 سيارة تنوعت بين السيارات الكلاسيكية من فئة بيك اب، والسيارات الكلاسيكية المعدلة، والسيارات الجديدة المعدلة، وسيارات الدفع الرباعي المعدلة، والسيارات ذات المحركات المعدلة، وسيارات نيسان سكاي لاين و GR R34 و GT R35 وكلاسيك زد، وسيارات الدراج، وتويوتا سوبرا وكلاسيك وغيرها، معروضة على مساحة 5000 متر مربع.
مقر المركز في الدفنة وله فروع في سيلين، وخور العديد الذي احتضن فعاليات برنامج «اكتشف قطر»، شارك فيها قرابة 70 موتورا لسيارات نيسان موديل 90، وما قبل من فئة (GT، ZX، والباترول 4x4، وسكاي لاين).
احتضنت مدينة مواتر فعالية «مواتر شو» بالتعاون مع شركة «وصيف» بمشاركة أكثر من 140 مشاركا، ومسابقة لأجمل سيارة من كل فئة ومنطقة مخصصة لملاك الكراجات والمحلات المختصة بعناية وبتعديل السيارات.

## اتفاقيات
وقعت مواتر بروتوكول تعاون مع مركز دعم الصحة السلوكية لتجنب الحوادث والكوارث أثناء قيادة السيارات وينص البروتوكول على تنظيم البرامج والأنشطة المتعلقة بدعم قضايا الشباب الرئيسية من خلال تنظيم الندوات وورش العمل والدورات التدريبية الموجهة للشباب لحفظ سلامتهم.